# Philippe Aerts

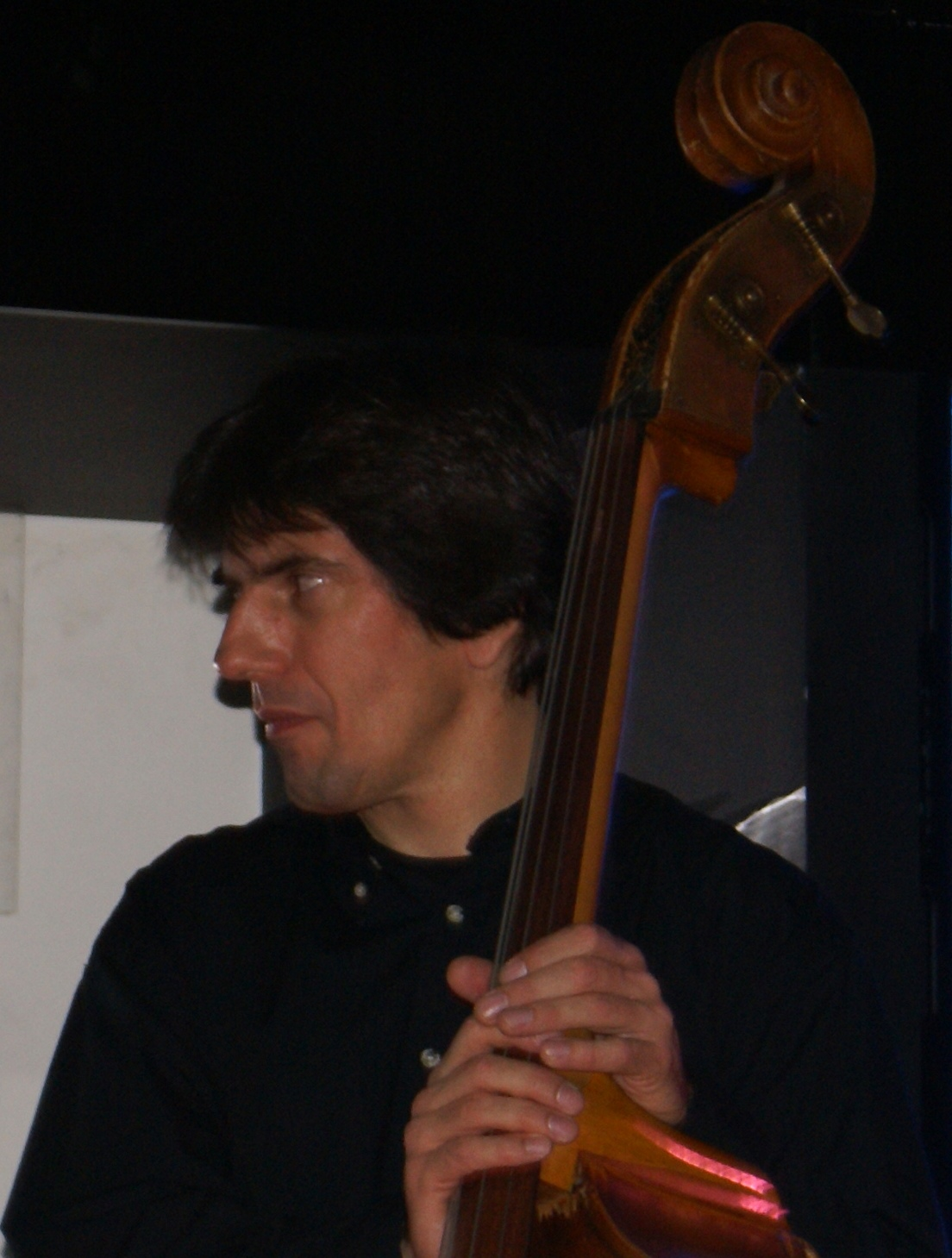
Philippe Aerts in Moskou, november 2007

Philippe Aerts (Brussel, 21 juni 1964) is een Belgisch contrabasspeler in het jazz-genre. Hij is een lid van het Philip Catherine-trio en het Ivan Paduart-trio. Hij heeft verder zijn eigen trio, in samenwerking met John Ruocco (tenorsaxofoon en klarinet) en Tony Levin (drums), en een kwartet met deze twee mannen, waar Bert Joris zich met zijn trompet bijvoegde. Hij won de Belgische Django d'Or in 2002 voor Beste Belgische Artiest.

## Bands
Leiding van :
- Philippe Aerts-trio
- Philippe Aerts-kwartet

Samengewerkt met:
- Charles Loos-trio
- Diederik Wissels-trio
- Nathalie Loriers
- Michel Herr
- Jacques Pelzer
- Steve Houben
- Ivan Paduart-trio
- Philip Catherine-trio
- Melanie De Biasio
- Bert Joris-kwartet
- Toshiko Akiyoshi Jazz Orchestra
- Igor Gehenot Trio

Gereisd met (tour): 
- Richard Galliano & Gary Burton-kwartet